# Amphianthus capensis
Amphianthus capensis is een zeeanemonensoort uit de familie Hormathiidae.
Amphianthus capensis is voor het eerst wetenschappelijk beschreven door Carlgren in 1928.